# Kuniyoshi Tanaka
Kuniyoshi Tanaka (田中 国義, Tanaka Kuniyoshi) est un as du service aérien de la Marine impériale japonaise pendant la seconde guerre sino-japonaise et la Seconde Guerre mondiale, crédité de 17 victoires aériennes.

## Biographie

### Formation et guerre sino-japonaise
Kuniyoshi Tanaka naît dans la préfecture de Saga en 1917. En 1934, il s'engage dans la Marine impériale japonaise et devient pilote breveté en mars 1936. D'abord affecté au Kōkūtai Ōmura avec le grade de matelot de 1re classe, il est transféré à Shanghai, au sein du 13e Kōkūtai en octobre 1937, lors de l'éclatement de la seconde guerre sino-japonaise. Tanaka est alors le plus jeune pilote de son unité, qui dispose de plus de pilotes que d'avions disponibles comme la plupart des unités japonaises de l'époque. Ce déséquilibre se fait au profit des pilotes déjà expérimentés, qui monopolisent généralement les appareils, empêchant les jeunes d'acquérir de l'expérience. Malgré cela, Kuniyoshi Tanaka réussit à prendre part à six combats aériens d'envergure entre octobre 1937 et juillet 1938, un chiffre largement supérieur à la moyenne des pilotes japonais de cette période. Au cours de son premier engagement, qui survient au-dessus de Nanchang le 9 décembre, il abat un Curtiss BF2C Goshawk et un Vought O2U Corsair, deux biplans. Tanaka remporte 10 autres victoires aériennes avant son rapatriement en juillet 1938, où il rejoint le Kōkūtai Omura, son unité d'origine.
Entre son rapatriement et octobre 1941, Tanaka passe par diverses affectations : le porte-avion Ryūjō, le 1er Kōkūtai, ainsi que les Kōkūtais Suzuka et Kanoya. Il est finalement affecté au Kōkūtai Tainan en octobre 1941 avec le grade de maître,.
| - Tanaka à l'aérodrome de Nankin, en janvier 1938. - Tanaka lors de son passage dans le 13e Kōkūtai |

### Seconde Guerre mondiale
Il est toujours dans ce groupe aérien lorsque le Japon attaque Pearl Harbor et déclenche la guerre du Pacifique, le 7 décembre 1941. Dès le 8 décembre, Tanaka est l'ailier de son Hikōtaichō (en), Hideki Shingō (en), lors de l'attaque de la base aérienne américaine de Clark Field (en) aux Philippines, menée par des bombardiers Mitsubishi G3M et Mitsubishi G4M escortés de 44 chasseurs Mitsubishi A6M Zero. Kuniyoshi Tanaka et Hideki Shingō se partagent la destruction d'un Curtiss P-40 Warhawk au cours de l'engagement,.

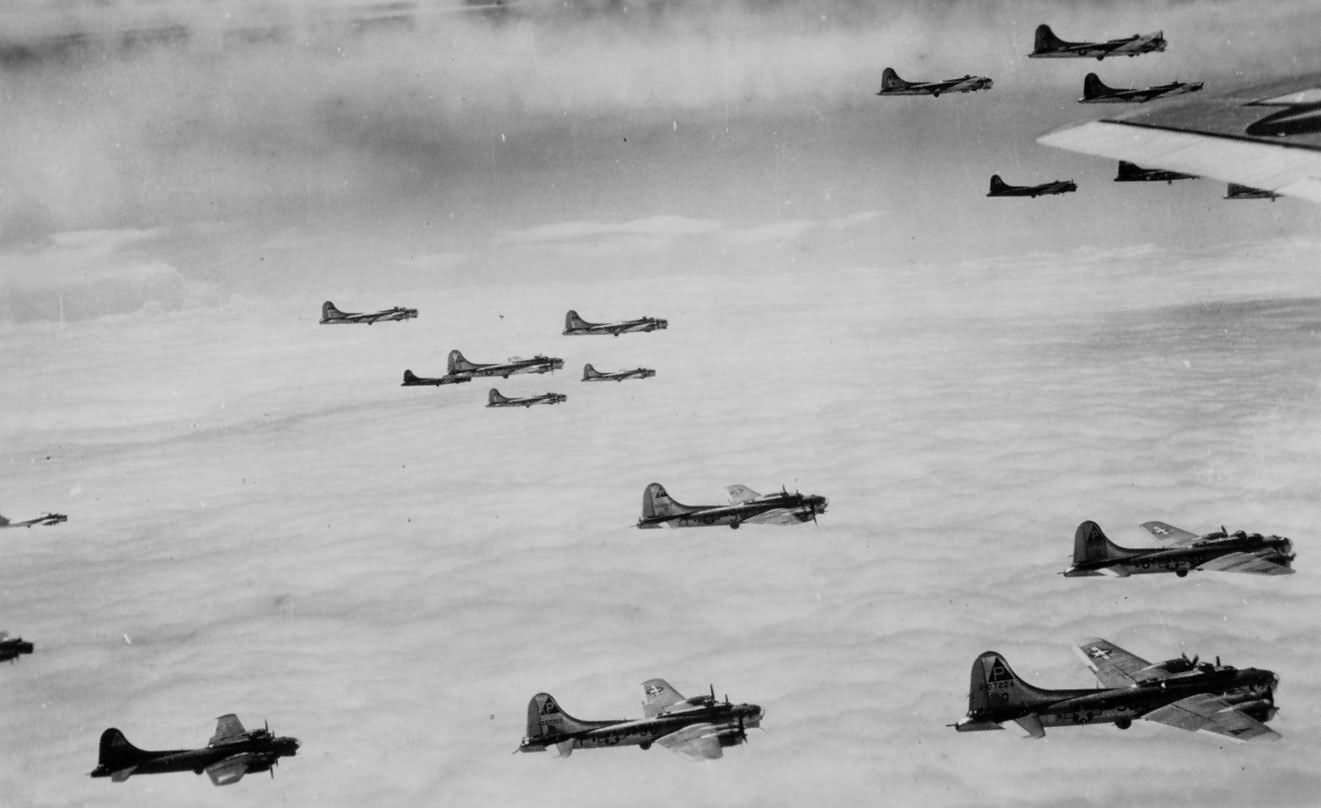
Bombardiers B-17 en formation dite, ici en Europe occidentale, en septembre 1944 guerre mondiale.

Il est ensuite engagé avec son unité dans les Indes orientales néerlandaises, où il fait preuve d'une habileté particulière pour attaquer les Boeing B-17 Flying Fortress, des bombardiers américains lourdement armés et volants à haute altitude, deux éléments qui en font des cibles très difficiles. Lors d'une patrouille au-dessus d'un convoi naval japonais dans la région de Balikpapan, le matin du 24 janvier 1942, Tanaka et d'autres pilotes attaquent une formation de huit de ces bombardiers des 7th (en) et 19th Bombardment Group (en),. Il est lui-même touché et blessé dans ce combat à l'issue trouble : selon Yasuho Isawa et Ikuhiko Hata, il réussit à abattre un B-17, qui entraîne dans sa chute vers la mer un deuxième appareil en le percutant,, tandis que pour Nicholas Millman, il en endommage trois mais ne réussit pas à les abattre. Millman cite également le récit de ce combat par Kuniyoshi Tanaka : 
Nous avons pris les bombardiers juste comme il fallait, je pouvais voir les balles et les obus pénétrer et exploser dans les avions. Mais ils ne tombaient pas. Ces maudits bombardiers sont impossibles à abattre lorsqu'ils se mettent en formation défensive. 
Le 8 février suivant, Kuniyoshi Tanaka suit une nouvelle fois Hideki Shingō et huit autres pilotes pour une sortie au-dessus de la mer de Java. Les Japonais rencontrent neuf B-17, et en attaquent trois frontalement en plusieurs passages. Deux appareils américains, dont celui du commandant de la formation, sont abattus.
La carrière d'as de Kuniyoshi Tanaka s'arrête en avril 1942 avec 17 victoires aériennes confirmées, après la découverte d'une valvulopathie cardiaque qui le rend inapte au vol opérationnel. À partir de cette date, et jusqu'à la fin de la guerre, il sert donc d'instructeur dans diverses unités d'entraînement basées à Ōita, Tsukuba ou Kasumigaura.

### Après-guerre
Après la guerre, Kuniyoshi Tanaka travaille dans un atelier de réparation automobile. Il meurt en 2011.